# Ligue des champions de l'OFC
La Ligue des champions de l'OFC, anciennement dénommée Coupe des champions d'Océanie, est une compétition annuelle de football organisée par la Confédération du football d'Océanie et regroupant les meilleurs clubs de la zone océanienne.
À partir de la saison 2007 cette compétition adopte un format sous forme de deux groupes composés de 3 clubs, le vainqueur de chaque groupe étant qualifié en finale. En 2009, l'OFC modifie une nouvelle fois le déroulement de la compétition, qui compte désormais 8 participants, répartis en deux poules de quatre équipes ; le vainqueur de chacune des poules dispute la finale, jouée en matchs aller et retour. L'édition 2012-2013 voit sa formule à nouveau modifiée avec l'instauration d'un tour préliminaire avec 4 équipes. Il y a donc un plateau de 12 clubs au démarrage de la Ligue des Champions.
Le vainqueur est qualifié pour la Coupe intercontinentale de la FIFA et la meilleure équipe sur une période de quatre ans se qualifie pour la Coupe du monde des clubs de la FIFA.
Depuis l'édition 2017, le nombre de participants est monté à 18. Quatre équipes s'affrontent dans une poule unique et le vainqueur atteint une phase de 4 poules de quatre équipes. Les deux premiers de chaque poule se qualifient pour la phase finale (quarts, demis et finale) jouée en match simple.

## Histoire

### Domination australienne
La première édition d'une coupe continentale en Océanie se déroule en 1987. Ce sont neuf nations qui sont représentées par leur champion national respectif la première Coupe des Champions d'Océanie - Australie, Nouvelle-Zélande, Fidji, Îles Salomon, Nouvelle-Calédonie, Papouasie-Nouvelle-Guinée, Tahiti, Vanuatu et Palaos (ces deux derniers sont représentés par leur équipe nationale). Tout le tournoi se dispute à Adélaïde (Australie) dont le club Adélaïde City FC (champion d'Australie) est directement qualifié pour la finale. Pour les autres clubs, tous doivent passer par un tournoi de qualification à élimination directe à l'exception de la Nouvelle-Zélande. C'est le club fidjien Ba FC qui remporte celui-ci, il doit alors affronter le champion de Nouvelle-Zélande Mount Wellington, ce match détermine le second club présent en finale contre Adelaïde, c'est le club néo-zélandais qui l'emporte 6-1. La finale opposant Adelaïde à Wellington se termine sur un score nul 1-1 après prolongations, c'est donc par une séance de tirs au but que le premier vainqueur de la Coupe des Champions d'Océanie est déterminé qui est remporté par Adelaïde (4-1). Ce tournoi ne donne pas suite à d'autres compétitions continentales.
C'est en 1999 que réapparaît un tournoi continental en Océanie dans le but de déterminer le club qui représentera le continent océanique à la Coupe du monde des clubs (créée par la FIFA). Neuf clubs participent à cette édition. Disposés en trois groupes de trois clubs, les premiers et le meilleur second se qualifient pour les demi-finales. C'est de nouveau un club australien qui l'emporte : le South Melbourne FC. En finale il l'emporte 5-1 contre non pas le champion de Nouvelle-Zélande mais le champion des Fidji Nadi qui a écarté en demi-finale Central United FC. En 2001, ce sont onze clubs, le titre reste en Australie avec la victoire de Wollongong Wolves sur le champion de Vanuatu Tafea FC (1-0) qui avait en demi-finale écarté le champion de Nouvelle-Zélande Napier City Rovers AFC. Cependant, cette année-là, la Coupe du monde des clubs est annulée.
En 2005, la compétition reprend avec 13 clubs. La surprise vient de nouveau de Nouvelle-Zélande puisque Auckland City FC est éliminé en phase de groupe par l'AS Pirae (champion de Polynésie française). La finale est remportée pour la quatrième fois d'affilée par un club australien, cette fois-ci Sydney FC contre le champion de Nouvelle-Calédonie AS Magenta Nickel sur le score de 2-0.

### Domination néo-zélandaise

Ancien logo.

En 2006, les clubs australiens ne sont plus présents en raison du transfert de la fédération australienne de football sur la zone asiatique, mais cela ne change rien pour la qualification du club vainqueur de la compétition océanique à la Coupe du monde des clubs. Le tournoi final se dispute en Nouvelle-Zélande et voit la première victoire néo-zélandaise avec Auckland City FC qui bat en finale l'AS Pirae de Polynésie française (3-1).
En 2007, la Coupe des Champions d'Océanie adopte la dénomination Ligue des Champions d'Océanie (surnommé l'O-League). Six clubs sont présents au tournoi final dont deux néo-zélandais après la décision du champion de Vanuatu de ne pas se rendre à la compétition. C'est le club néo-zélandais de Waitakere United qui le remplace en tant que leader actuel du Championnat de Nouvelle-Zélande et qui s'empare de son premier titre continental, obtenu contre le club fidjien de Ba FC (1-2, 1-0). En 2008, Waitakere United devient le premier club à conserver le titre en s'imposant contre le champion des Îles Salomon Kossa FC (1-3, 5-0). En 2009, c'est un nouveau duel entre Nouvelle-Zélande et Îles Salomon avec la victoire d'Auckland City FC sur Koloale FC (7-2, 2-2) qui remporte son deuxième titre continental.

### 2010: la surprise Hekari United
L'édition 2010 va offrir un vainqueur inédit puisque jusque-là, seuls des clubs australiens et néo-zélandais avaient été sacrés. Lors de cette édition, le club de Papouasie-Nouvelle-Guinée, PRK Hekari United, réalise un superbe parcours. Premiers de leur poule devant les Fidjiens du Lautoka FC, ils atteignent la finale face au Waitakere United, qui part grand favori. Hekari United réussit un exploit à domicile lors du match aller avec un succès retentissant sur le score de 3 buts à 0. Malgré une défaite à Auckland (1-2) au retour, les insulaires sont sacrés champions d'Océanie et obtiennent le droit de représenter le continent lors de la Coupe du monde des clubs 2010 au Japon.

### Depuis 2011: la mainmise d'Auckland City FC
La saison suivante, en 2010-2011, suit la même formule que la saison précédente, avec 8 équipes réparties en deux poules de quatre, et le premier de chaque groupe qualifié pour la finale. Le tenant du titre, PRK Hekari United, ne confirme pas en terminant dernier du groupe A, remporté par le champion sortant du Vanuatu, Amicale FC, qui devient le deuxième club de cet archipel (après Tafea FC lors de l'édition 2001) à atteindre la finale. Dans le groupe B, qui compte notamment les deux clubs néo-zélandais, c'est Auckland City FC qui tire son épingle du jeu et se qualifie pour sa troisième finale continentale sans n'avoir perdu aucun match. En finale, après une victoire accrochée à Port Vila, les Néo-Zélandais confirment à domicile avec un succès plus net (4-0). C'est la troisième Ligue des Champions du club en six éditions.
Lors de l'édition 2011-2012, Auckland City réussit une nouvelle fois à terminer premier de sa poule, devançant le champion 2010, PRK Hekari United, le finaliste 2011, Amicale FC et le club des îles Salomon, Koloale FC. En finale, le tenant du titre affronte les Polynésiens de l'AS Tefana, qualifié aux dépens de Waitakere United (malgré une victoire 10-0 des Néo-Zélandais face à Tefana en poule). C'est la deuxième finale d'un club de Polynésie française dans la compétition, après la défaite de l'AS Pirae lors de l'édition 2006 (déjà face à Auckland City). L'histoire va se répéter puisqu'Auckland va à nouveau être sacré après avoir remporté les deux manches de la finale. Avec ce quatrième succès, le club devient le plus titré de l'histoire de la compétition.

## Palmarès

### Palmarès par édition
| N°                                                                                | Édition | Vainqueur            | Finaliste            | Score                 | Lieu de la finale           |
| --------------------------------------------------------------------------------- | ------- | -------------------- | -------------------- | --------------------- | --------------------------- |
| 1                                                                                 | 1987    | Adélaïde City        | Mount Wellington AFC | 1-1 a.p., 4 t.a.b à 1 | Adelaide                    |
| Non disputée entre 1988 et 1998                                                   |         |                      |                      |                       |                             |
| 2                                                                                 | 1999    | South Melbourne      | Nadi FC              | 5-1                   | Nadi                        |
| Non disputée en 2000                                                              |         |                      |                      |                       |                             |
| 3                                                                                 | 2001    | Wollongong Wolves    | Tafea FC             | 1-0                   | Port Moresby                |
| 4                                                                                 | 2005    | Sydney FC            | AS Magenta           | 2-0                   | Papeete                     |
| 5                                                                                 | 2006    | Auckland City        | AS Pirae             | 3-1                   | North Shore City            |
| 6                                                                                 | 2007    | Waitakere United     | Ba FC                | 1-2, 1-0              | Ba, puis Auckland           |
| 7                                                                                 | 2008    | Waitakere United (2) | Kossa FC             | 1-3, 5-0              | Honiara, puis Waitakere     |
| 8                                                                                 | 2009    | Auckland City (2)    | Koloale FC           | 7-2, 2-2              | Honiara, puis Auckland      |
| 9                                                                                 | 2010    | PRK Hekari United    | Waitakere United     | 3-0, 1-2              | Port Moresby, puis Auckland |
| 10                                                                                | 2011    | Auckland City (3)    | Amicale FC           | 2-1, 4-0              | Port Vila, puis Auckland    |
| 11                                                                                | 2012    | Auckland City (4)    | AS Tefana            | 2-1, 1-0              | Auckland, puis Faaʻa        |
| 12                                                                                | 2013    | Auckland City (5)    | Waitakere United     | 2-1                   | Auckland                    |
| 13                                                                                | 2014    | Auckland City (6)    | Amicale FC           | 2-1, 1-1              | Port Vila, puis Auckland    |
| 14                                                                                | 2015    | Auckland City (7)    | Team Wellington      | 1-1 (4-3 tab)         | Suva                        |
| 15                                                                                | 2016    | Auckland City (8)    | Team Wellington      | 3-0                   | Auckland                    |
| 16                                                                                | 2017    | Auckland City (9)    | Team Wellington      | 3-0, 2-0              | Auckland, puis Wellington   |
| 17                                                                                | 2018    | Team Wellington      | Lautoka FC           | 6-0, 4-3              | Wellington, puis Lautoka    |
| 18                                                                                | 2019    | Hienghène Sport      | AS Magenta           | 1-0                   | Nouméa                      |
| Non terminée en 2020 et non disputée en 2021 en raison de la pandémie de Covid-19 |         |                      |                      |                       |                             |
| 21                                                                                | 2022    | Auckland City (10)   | AS Venus             | 3-0                   | Auckland                    |
| 21                                                                                | 2023    | Auckland City (11)   | Suva FC              | 4-2 ap                | Port-Vila                   |
| 22                                                                                | 2024    | Auckland City (12)   | AS Pirae             | 4-0                   | Pirae                       |
| 23                                                                                | 2025    | Auckland City (13)   | Hekari United        | 2-0                   | Honiara                     |

### Palmarès par club
| Rang | Club                 | Victoires                                                                         | Finales perdues      |
| ---- | -------------------- | --------------------------------------------------------------------------------- | -------------------- |
| 1    | Auckland City        | 13 (2006, 2009, 2011, 2012, 2013, 2014, 2015, 2016, 2017, 2022, 2023, 2024, 2025) | 0                    |
| 2    | Waitakere United     | 2 (2007, 2008)                                                                    | 2 (2010, 2013)       |
| 3    | Team Wellington      | 1 (2018)                                                                          | 3 (2015, 2016, 2017) |
| 4    | PRK Hekari United    | 1 (2010)                                                                          | 1 (2025)             |
| 5    | Adelaide City        | 1 (1987)                                                                          | 0                    |
| 5    | South Melbourne      | 1 (1999)                                                                          | 0                    |
| 5    | Wollongong Wolves    | 1 (2001)                                                                          | 0                    |
| 5    | Sydney FC            | 1 (2005)                                                                          | 0                    |
| 5    | Hienghène Sports     | 1 (2019)                                                                          | 0                    |
| 10   | Amicale FC           | 0                                                                                 | 2 (2011, 2014)       |
| 10   | AS Magenta           | 0                                                                                 | 2 (2005, 2019)       |
| 10   | AS Pirae             | 0                                                                                 | 2 (2006, 2024)       |
| 13   | Mount Wellington AFC | 0                                                                                 | 1 (1987)             |
| 13   | Nadi FC              | 0                                                                                 | 1 (1999)             |
| 13   | Tafea FC             | 0                                                                                 | 1 (2001)             |
| 13   | Ba FC                | 0                                                                                 | 1 (2007)             |
| 13   | Kossa FC             | 0                                                                                 | 1 (2008)             |
| 13   | Koloale FC Honiara   | 0                                                                                 | 1 (2009)             |
| 13   | AS Tefana            | 0                                                                                 | 1 (2012)             |
| 13   | Lautoka FC           | 0                                                                                 | 1 (2018)             |
| 13   | AS Venus             | 0                                                                                 | 1 (2022)             |
| 13   | Suva FC              | 0                                                                                 | 1 (2023)             |

### Palmarès par nation
| Rang | Pays                      | Victoires | Finales perdues | Clubs vainqueurs                                                                |
| ---- | ------------------------- | --------- | --------------- | ------------------------------------------------------------------------------- |
| 1    | Nouvelle-Zélande          | 16        | 6               | Auckland City (13), Waitakere United (2), Team Wellington (1)                   |
| 2    | Australie                 | 4         | 0               | Adelaide City (1), South Melbourne FC (1), Wollongong Wolves (1), Sydney FC (1) |
| 3    | Nouvelle-Calédonie        | 1         | 2               | Hienghène Sports (1)                                                            |
| 4    | Papouasie-Nouvelle-Guinée | 1         | 1               | PRK Hekari United (1)                                                           |
| 5    | Fidji                     | 0         | 4               |                                                                                 |
| 5    | Polynésie française       | 0         | 4               |                                                                                 |
| 7    | Vanuatu                   | 0         | 3               |                                                                                 |
| 8    | Îles Salomon              | 0         | 2               |                                                                                 |